# Stephen Unterfranz
Stephen Unterfranz ist ein australischer Filmtechniker für Visuelle Effekte.

## Karriere
Unterfranz trat 2000 in das neuseeländische Spezialeffektstudio Wētā FX ein und war in der Folge für die Umsetzung der Kreaturen in der Der-Herr-der-Ringe-Filmtrilogie zuständig. Ab 2008 arbeitete er mit dem Tippett Studio an der Umsetzung der fantastischen Kreaturen in der Twilight-Filmreihe. Danach wechselte er in die Abteilung der digitalen Beleuchtung. Zuletzt arbeitete er 2024 an Planet der Affen: New Kingdom von Regisseur Wes Ball. Für seine Arbeit wurde er vielfach nominiert, so bei der Oscarverleihung 2025 zusammen mit Erik Winquist, Rodney Burke und Paul Story in der Kategorie Beste visuelle Effekte. Für den Film habe man vier Teams gebildet, die jeweils an anderen Abschnitten der Geschichte gearbeitet habe.

## Filmografie (Auswahl)
- 2001: Der Herr der Ringe: Die Gefährten
- 2002: Der Herr der Ringe: Die zwei Türme
- 2003: Der Herr der Ringe: Die Rückkehr des Königs
- 2008: Horton hört ein Hu!
- 2009: New Moon – Biss zur Mittagsstunde
- 2010: Eclipse – Biss zum Abendrot
- 2010: Cats & Dogs: Die Rache der Kitty Kahlohr
- 2011: Die Abenteuer von Tim und Struppi – Das Geheimnis der Einhorn
- 2012: Marvel’s The Avengers
- 2012: Prometheus – Dunkle Zeichen
- 2012: Der Hobbit: Eine unerwartete Reise
- 2013: Der Hobbit: Smaugs Einöde
- 2014: Planet der Affen: Revolution
- 2014: Der Hobbit: Die Schlacht der Fünf Heere
- 2018: Rampage – Big Meets Bigger
- 2020: Shadow in the Cloud
- 2024: Planet der Affen: New Kingdom

## Auszeichnungen (Auswahl)
- 2018: Hollywood-Professional-Association-Award in der Kategorie Beste visuelle Effekte für Rampage – Big Meets Bigger
- 2025: VES-Award-Nominierung in der Kategorie Herausragende visuelle Effekte in einem fotorealistischen Film für Planet der Affen: New Kingdom[5]
- 2025: Satellite-Award-Nominierung in der Kategorie Beste visuelle Effekte für Planet der Affen: New Kingdom
- 2025: Critics’-Choice-Movie-Award-Nominierung in der Kategorie Beste visuelle Effekte für Planet der Affen: New Kingdom
- 2025: BAFTA-Nominierung in der Kategorie Beste visuelle Effekte für Planet der Affen: New Kingdom
- 2025: Saturn-Award-Nominierung in der Kategorie Beste visuelle Effekte für Planet der Affen: New Kingdom
- 2025: Oscar-Nominierung in der Kategorie Beste visuelle Effekte für Planet der Affen: New Kingdom